# Elachistocleis muiraquitan
Elachistocleis muiraquitan es una especie  de anfibio anuro de la familia Microhylidae. Se distribuye por las selvas amazónicas del sudeste de Perú, norte de Bolivia y del estado de Acre (Brasil).
Tiene el dorso gris con una banda clara mediodorsal que va de la cabeza a la cloaca. Tiene un pliegue dérmico a la altura del cuello. El vientre es amarillo. Tiene una línea amarilla horizontal en la parte de atrás de los muslos. Mide entre 26 y 40 mm, siendo los machos más pequeños. Los machos además tienen algo de coloración oscura en la garganta, mientras que en las hembras es amarilla.
Su nombre proviene de la palabra tupi muiraquitã que se refiere a pequeñas figuras talladas en madera o en jade que representan diferentes animales. El muiraquitã tallado como rana en jade es usado por las mujeres de la región de Tapajós como amuleto para evitar la enfermedad y la infertilidad. Este muiraquitã guarda un gran parecido con Elachistocleis muiraquitan.